# Luhamaa
Luhamaa är ett litet område i Setomaa kommun i landskapet Võrumaa i sydöstra Estland, vid den ryska gränsen. Gränsövergången är belägen på Europaväg 77 mellan Riga och Pskov.
Före kommunreformen 2017 hörde området till dåvarande Misso kommun.

## Orter
Området Luhamaa omfattar 16 byar.

### Byar
- Hindsa
- Koorla
- Kossa
- Kriiva
- Leimani
- Lütä
- Mokra
- Määsi
- Napi
- Pruntova
- Põrstõ
- Saagri
- Tiastõ
- Tiilige
- Toodsi
- Tserebi